# Mary Ellen Weber
Mary Ellen Weber, född 24 augusti 1962 i Cleveland, Ohio, är en amerikansk astronaut uttagen i astronautgrupp 14 den 5 december 1992.

## Rymdfärder
- STS-70
- STS-101